# Carlotta e Werther
Carlota e Werther  (o Carlotta e Verter; en español, Carlota y Werther) es un dramma giocoso per musica en dos actos con música de Carlo Coccia y libreto en italiano de Gaetano Gasbarri. Se estrenó en el otoño de 1814 en el Teatro del Cocomero de Florencia, Italia.